# Eixample de Vallecas
L'Eixample de Vallecas (en castellà: Ensanche de Vallecas) és un barri de Madrid, integrat dins del districte de Villa de Vallecas.
Urbanísticament consistent en el Pla d'Actuació Urbanística conegut com a Eixample de Vallecas erigit originalment al barri de nucli històric de Vallecas, al març de 2016 es va sotmetre a votació popular la denominació que tindria el barri un cop constituït administrativament: «La Gavia» o «Ensanche de Vallecas». Amb un quòrum de participació per sota del mínim exigit de 3774 votants (van participar 2960 veïns), el resultat llançat de victòria per a la denominació de La Gavia (1801 vots) enfront de la d'Ensanche de Vallecas (1159 vots) es va considerar sense validesa. Aprovat el 31 de maig de 2017 per la Junta de Govern de l'Ajuntament de Madrid amb el nom de «Ensanche de Vallecas», es va constituir de manera efectiva com a barri administratiu independent al juny de d'aquest any.